# Samo Bohdan Hroboň
Samo Bohdan Hroboň (24. srpna 1820, Liptovská Sielnica – 30. července 1894, tamtéž) byl slovenský folklorista, překladatel, jazykovědec a básník s polskými kořeny. Byl představitelem mesiášské linie slovenského romantismu. Měl poměr s českou básnířkou německého původu Bohuslavou Rajskou.

## Život
Narodil se v rodině evangelického faráře Jakuba Hroboně a Terézie Hroboňové, rozené Midielkové, jako nejmladší ze sedmi dětí. Z matčiny strany byl údajně potomkem polského šlechtického rodu. Od roku 1834 studoval na evangelickém lyceu v Levoči, kde se hned po příchodu zapojil do vlasteneckých aktivit starších spolužáků a postupně vedl i korespondenci s mnohými osobnostmi slovenského kulturního života. V letech 1835 až 1899 napsal do rukopisného sborníku Liber memorialis societas slavicae své první básně. Roku 1836 Samo poprvé vydává svůj první překlad z latiny a první folkloristický zápis. Ani ne o rok později jej přijali do Německého studentského samovzdělávacího spolku.
V roku 1839 přešel na evangelické lyceum do Bratislavy a začal si psát deník, který měl přes 8 000 stránek a v němž pokračoval až do své smrti. Aktivně se zapojoval do činnosti ve Spoločnosti česko-slovanské.
Se svou budoucí múzou, českou básnířkou Antonií Reissovou, známou pod literárním pseudonymem Bohuslava Rajská, se seznámil roku 1841. Roku 1842 začal se svým bratrem Ľudovítem studovat na německé univerzitě v Halle. Skrze sňatek svého bratra Ľudovíta s Milkou (Emílii) Zátureckou (1833–1877) se Hroboň dostal do příbuzenského vztahu se sběratelem lidové slovesnosti Adolfem Petrem Zátureckým. V Halle studoval teologii a filozofii, udržoval rozsáhlou korespondenci s Bohuslavou Rajskou, do níž se zamiloval. Sňatek by ale nejspíše neměl budoucnost a Samo by Rajské nedokázal život zajistit ani finančním zázemím.
| „                                                                | Věcně drahá přítelkyně moje! Až tento lístek do rukou dostanete, tehdy již bude na cestě k vám Bohdan. Píšu jen proto, abych starost vaši trochu upokojil, že tak dlouho nepřicházím. Odpusťte, že nemohu slaviti s vámi den 23. května – den z mrtvých vstání! Ach! já bych na křídlech blesku letěl k vám, kdyby mne nevázala zem těžká. Ale přijde již konečně okamžení, kdež si budeme moci přátelsky stisknouti ruce. Posílám vám dva kvítečky z posvátné země tatranské, z ráje dětinstva mého – ze Sjelňického hájíka „Djela“, o kterém jsem v nejpěknějším věku svém zpíval. Pozřete do přílohy ku Květům z r. 1840 neb 1841 a najdete tam „listy pod hájem Djelom“. Ach! kéž bych kdysi všechny ty krásy ukázati mohl Bohuslavě, kéž ty blesk jejích pěkných očí vznášel se kdys nad běloskvoucími výšinami Tater a vábil květy z posněžených skalin! Pozdravuje vás Djel, pozdravují vás pěkné sny mého dětinství, pozdravují vás boží tajemstva duše tatranské, pozdravuje vás syn Tatry | “ |
| — Bohdan Hroboň Bohuslavě Rajské v Sjelňici, dne 9. května 1844. | |   |

Roku 1844 ovdověl český básník František Ladislav Čelakovský. Jeho žena Marie mu náhle zemřela na tyfus. Zanedlouho ovšem Čelakovský požádá Rajskou o ruku, a jelikož se Rajská stydí nabídku sňatku odmítnout, vdá se za něj.
| „ | S Bohdanem jsem též mluvila, neboť mně jeho osud nejvíce na srdci leží. Doufám, že mladost a jarý duch jeho mu spomohou vybojovati mír v první lásce ztracený. Jakou touhu já v sobě cítím po pokoji a míru, nemohu ani říci a snad přece jednou mi bůh popřeje toho dosáhnouti. | “ |
| — Bohuslava Rajská Boženě Němcové, Praha, 13. srpna 1844, po sňatku s Františkem Ladislavem Čelakovským | |   |

Hroboň se po návratu z Halle nezapojil do rušného národního života, ale žil společně se svou matkou, a po její smrti se starším bratrem Ľudovítem, knězem v Liptovské Sielnici. Založil tu Spolek mírnosti. Letá trávil na salaši pod Bielou skalou v Tatrách, v selnické Suché dolině.
Svou izolaci překonával korespondencí s různými kulturními osobnostmi, ale především s českým patriotem a psychiatrem v Ústavu pro slabomyslné Karlem Slavojem Amerlingem, zakladatelem slovanského vzdělávacího ústavu Budeč. Obracel se na něj se svými přetrvávajícími zdravotními problémy, jež již měly příznaky schizofrénie. V roku 1854 psal milostná psaní Márii Števlíkové a dokonce i jistému sielnickému sedláckému děvčeti jménem Zuzka.
Postupne ztrácel zrak, psáti mohl pouze levou rukou. Roozsáhlé deníkové záznamy a jiné další rukopisy jsou proto takřka nečitelné. Zemřel opuštěn v Liptovské Sielnici. Literární vědec Edmund Hleba naznačil, že básník mohl spáchat i sebevraždu, když napsal, že našel svůj konec v prostoru mezi farou a kostelem. Dokumentární film Samo Bohdan Hroboň realizovala Slovenská televize v Bratislavě roku 2001 v rámci televizního cyklu Kultura a náboženství (scénář Vlastimil Kovalčík, režie Fedor Bartko).
Hrob Sama Bohdana Hroboně a jeho bratra Ľudovíta Jána Hroboně (1817–1880) se nachází v Liptovské Sielnici.

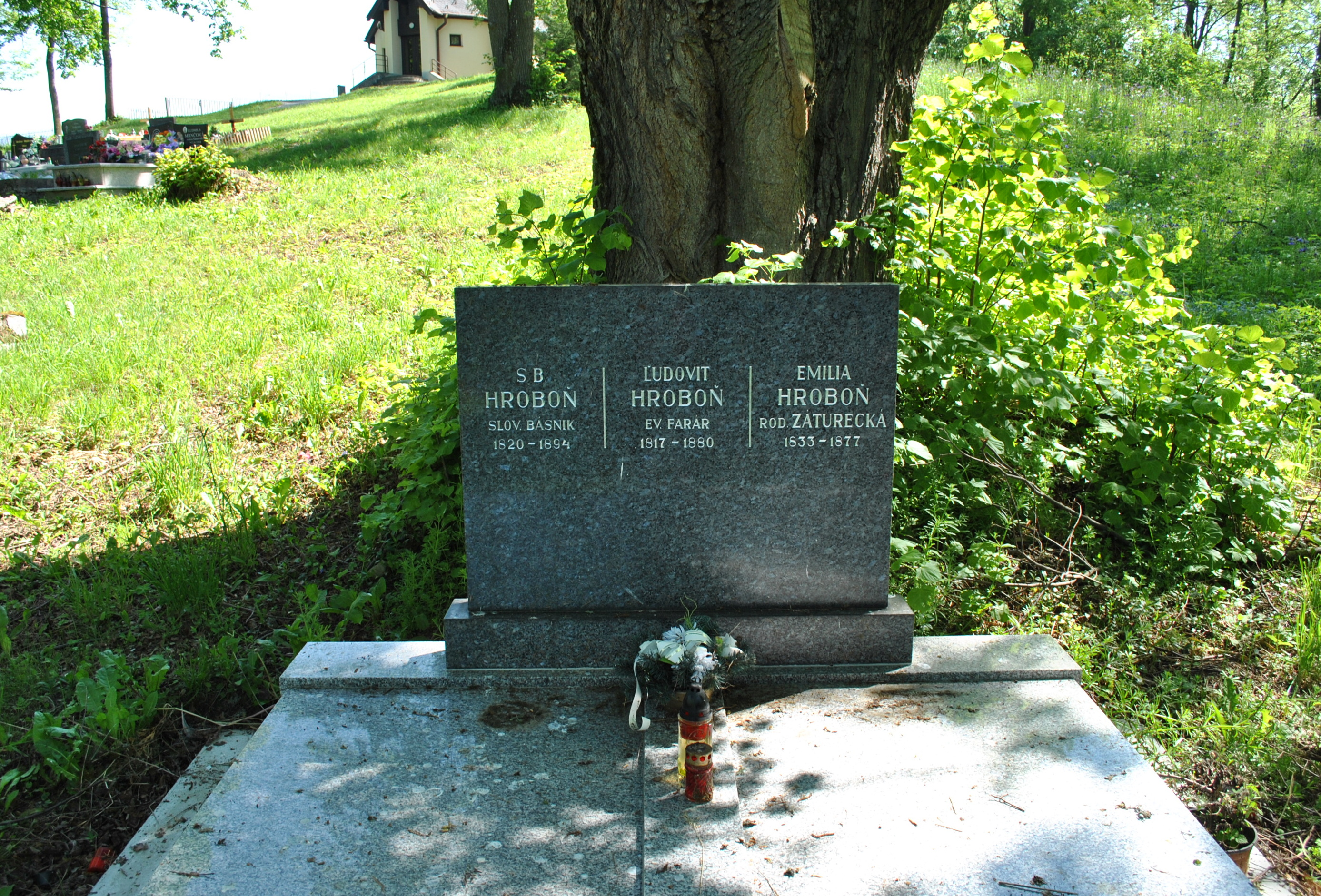
Rodinný hrob Hroboňových

## Dílo
- 1857 - Slovenskje iskrice
- 1861 - Slovopieseň
- 1863 - Slovo o Goethem a Heglovi (filozoficko-estetická úvaha)
- 1872 - Svätopompej
- 1874 - Prosbopej slovenskjeho chorľavca-žobráka
- 1878 - Pejan víťazný
- 1861 - Slovopíseň
- 1863 - Slovo o Goethem a Heglovi (filozoficko-estetická úvaha)
- 1872 - Svatopompej
- 1874 - Prosbopej slovenskjeho chorľavca-žobráka
- 1878 - Pejan víťazný